# Tobiášův vrch
Der Tobiášův vrch (deutsch Tobiaschberg, 354 m) ist eine unscheinbare Erhebung im sog. Launer Teil des Böhmischen Mittelgebirges (České středohoří) in Tschechien. Seit 1936 ist der Berg ein Naturschutzgebiet.

## Lage und Umgebung
Der Tobiášův vrch befindet sich etwa zehn Kilometer südlich von Bílina (Bilin) und acht Kilometer östlich von Most (Brüx) im linkselbischen Böhmischen Mittelgebirge. Östlich liegt der kleine Ort Kozly (Kosel), südlich die Gemeinde Bělušice (Bieloschitz). Benachbarte Berge sind der Dlouhá hora (Gluha), der Chrámecký vrch (Schenkenberg), der Číčov (Spitzberg) und die Milá (Millayer).

## Naturschutz
Schon 1936 wurde der Tobiášův vrch wegen seiner besonderen Flora unter staatlichen Schutz gestellt. 1951 wurde der Schutzstatus erneuert und die Bergkuppe wurde auf 0,56 ha zum Naturdenkmal erklärt. Unter Schutz steht ein durch Trockenrasen geprägter Bereich, welcher vielen seltenen wärmeliebenden Pflanzen eine Heimstatt bietet. Wegen der besonderen Naturausstattung ist der Berg ein Totalreservat, ein Betreten des Areals ist nicht gestattet.
Für den Tobiášův vrch typische geschützte Pflanzen sind u. a. Frühlings-Adonisröschen (Adonis vernalis), die Finger-Kuhschelle (Pulsatilla patens), die endemische böhmische Wiesen-Kuhschelle (Pulsatilla pratensis bohemica), die Echte Schlüsselblume (Primula veris) und das Echte Federgras (Stipa pennata).